# 十堰市图书馆
十堰市图书馆是位于中華人民共和國湖北省十堰市的一座综合性公共图书馆，於1979年2月开馆。现馆面积4,747平方米，建筑面积1.26万平方米，主要收藏汽车制造业、橡胶制品业、地方轻工业、农林科技等书籍。馆内有工作人员70人，藏书60多万册，每年接待读者50多万人次，2011年被湖北省文化厅评为该省的“十佳图书馆”之一。

## 馆史
十堰市图书馆的前身为市文化馆图书室，1979年2月3日十堰二汽革命委员会发布《关于成立十堰市图书馆的通知》，同年12月20日正式开放。1980年8月21日搬迁至文化大楼馆址，次年7月1日正式开放。1984年2月成立借阅部、采编部、少儿服务部、参考辅导部、科研服务部、办公室和基建组，实行部主任负责制，1985年改为借阅部、报刊部、科研服务部、采编部、辅导部、业务办公室、行政办公室、基建组。开始时仅有不到2万册藏书，4名工作人员，125平方米的馆舍和近百名持证读者。1980年代中期藏书增至13万多册，工作人员24名，读者3000多人。除地方文献外，也增加收藏了《申报》、《大公报》、《明实录》等历史文献。
1988年8月20日开放新建的十堰市图书馆大楼。机构发展为采编部、外借部、图书阅览部、报刊部、书目参考部、业务辅导部、技术服务都、办公室，1989年9月30日增设特藏部。到1980年代末，中文图书的收藏增至22万多册，外文1万多册，并新收藏了《二十四史》、《册府元龟》、《文苑英华》、《清实录》、《古今图书集成》、《四部丛刊》、《中国丛书综录》等史籍。开展了收费的定题跟踪、文献传递和声像服务。1999年设立地方文献部。2000年代，加快了自动化、网络化、数字化建设，2002年建立电子阅览室，2003年9月起用计算机管理采购、编目、流通、报刊、检索，2005年完成了加层改造工程。2012年设立了十堰地方文献中心。

## 机构与馆藏
图书外借部负责图书流通和办证，有4个服务窗口：办证处、自然科学图书外借处、社会科学图书外借处、文学与哲学图书外借处。一楼的公共电子阅览室于2011年12月设立，有60余台电脑、两台大型触摸读报机、3000余册书籍，供读者上网、浏览数据库和资源。二楼的报刊部分为报刊阅览室和过报过刊典藏库，有现报现刊1000多种、过报过刊3000多种。盲人图书馆开放于2008年5月18日开放，收藏盲文图书、有声读物、及社会科学、自然科学图书1000册，报纸5种、期刊10种。三楼的少儿部专门对少年儿童开发，有图书3万多册。廉政书屋专门收藏政策文献，主要为领导干部服务，有图书13000册，报纸10种，期刊40种。1999年成立的地方文献中心收藏了逾两千种、三千多册的文献，收藏十堰市所辖各县（市）志、东风汽车公司各厂志、家谱、以及一些文艺作品。